# ルミナス＝ブルー
『ルミナス＝ブルー』は、岩見樹代子による日本の漫画作品。一迅社の『コミック百合姫』2018年12月号から、2019年11月号まで連載されていた。
写真好きな女子高生を中心に垣間見える、ファインダーごしの青春劇を描いた百合作品である。

## 概要
本作は、『コミック百合姫』にて短期集中連載されていた岩見のデビュー作『透明な薄い水色に』に次ぐ作品である。前作が「聞く」作品であったのに対し、本作『ルミナス＝ブルー』は「見る」作品として構成されており、カメラと青空と少女の恋に重点が置かれている。
『透明な薄い水色に』の連載終了後、担当者から「楽しくて明るくてアニメ化も狙えるような作品」という次回作のざっくりとした構想を提案された岩見は、約半年間にわたって試行錯誤を繰り返した。
予てよりカメラや写真に興味のある岩見は、趣味の一環として時折自身のTwitterにスナップ写真を投稿している。その様子を見ていた担当者によって、カメラを題材とした作品の提案がなされ、本作の連載が決定した。
2019年に、百合姫PowerPushPVキャンペーンの第1弾として、コミックにボイスをつけた約14分のPVが公開された。

## あらすじ
写真コンテストで連続受賞した憧れの先輩・葉山うちほを追いかけて、写真部の強豪校に転入してきた垂水光。彼女は写真撮影に夢中になって、転入早々遅刻してくるほど無類の写真好きである。しかし、ここ最近新入部員が入らなかったため、光が転入してきた年度から写真部は同好会に降格していた。一人きりの会員で少し寂しげなうちほに対し、光は二人で賞を取ろうと持ち掛けた。
応募用の写真の被写体として光が選んだのは、転入してすぐ友達になったクラスメイトの青野寧々と秋本雨音だった。二人一緒だと、可愛らしさを感じてドキドキするほど絵になる寧々と雨音だったが、わずかなよそよそしさも感じられる。その正体は、二人が中学時代に付き合っていた「元カノ」同士であることによるものだった。

## 登場人物
声優はPVのもの。
垂水 光（たるみず こう）
声 - 高尾奏音
本作の主人公である高校二年生。憧れの先輩を追いかけて、県立青島高等学校に転入してきた。
写真を撮りたい欲望である「写欲」に駆られることが多く、将来はプロのカメラマンを目指している。
普段から一眼カメラを首から下げており、専ら撮影にはそれを用いている。時折インスタントカメラなども使用している。
秋本 雨音（あきもと あまね）
声 - 相良茉優
光のクラスメイト。普段から明るく振舞うギャル風の少女であり、光を「たるたる」と呼んでいる。
中学時代に寧々と交際していた。別れた後も友達として接しているが、しばしば彼女に未練があるような様子を垣間見せる。
うちほとは幼馴染であり、彼女が賞を取ったときの写真「少女斜陽」では被写体となった。
青野 寧々（あおの ねね）
声 - 大西亜玖璃
光のクラスメイト。落ち着いていてクールな少女であり、笑みを湛えることは少ない。
中学時代に雨音と交際していた。別れた後も友達として接してはいるが、すでに彼女への関心は失われたような雰囲気を漂わせる。
姉の友人のショップでファッションモデルをしており、将来はモデルを目指している。
葉山 うちほ（はやま うちほ）
声 - 長妻樹里
写真同好会の先輩。写真コンテストである全国高校生写真賞で、二年連続の受賞を誇る実力者。
雨音の幼馴染であり、かつて彼女を写した写真「少女斜陽」で賞を取った。時折雨音に対するわずかな執着を匂わせる。
同好会室では、「オースチン」と名付けたトカゲのような爬虫類を連れている。

## 書誌情報
- 岩見樹代子 『ルミナス＝ブルー』 一迅社〈百合姫コミックス〉、全2巻
  1. 2019年3月18日発売[8] ISBN 978-4-7580-7921-1
  2. 2019年10月18日発売[9] ISBN 978-4-7580-7986-0